# Road to Revolution: Live at Milton Keynes
| Оценки критиков | Оценки критиков |
| Источник        | Оценка          |
| --------------- | --------------- |
| Allmusic        | [ 1 ]           |
| Artistdirect    | [ 2 ]           |
| Kerrang!        | [ 3 ]           |
| Imperiumi       | [ 4 ]           |
| Dark City       | [ 5 ]           |

Road to Revolution (с англ. — «Дорога к революции») — второй концертный альбом американской группы Linkin Park, издан 29 июня 2008 года.

## Об альбоме
Запись концерта группы Linkin Park 29 июня 2008 года в английском городе Milton Keynes. Являясь частью тура Project Revolution, этот концерт стал одним из крупнейших и лучших в летнем туре группы 2008 года.

## Список композиций

### CD
1. «One Step Closer» — 4:07
2. «From the Inside» — 3:24
3. «No More Sorrow» — 5:06
4. «Given Up» — 3:15
5. «Lying from You» — 3:19
6. «Hands Held High» — 1:26
7. «Leave Out All the Rest» — 3:23
8. «Numb» — 3:46
9. «The Little Things Give You Away» — 7:19
10. «Breaking the Habit» — 4:24
11. «Shadow of the Day» — 4:17
12. «Crawling» — 4:57
13. «In the End» — 3:50
14. «Pushing Me Away» — 3:18
15. «What I've Done» — 5:01
16. «Numb/Encore» — 3:01 (совместно с Jay-Z)
17. «Jigga What/Faint» — 5:10 (совместно с Jay-Z)
18. «Bleed It Out» — 8:15

### DVD
1. «One Step Closer» — 4:07
2. «From the Inside» — 3:24
3. «No More Sorrow» — 5:06
4. «Wake» — 2:07
5. «Given Up» — 3:15
6. «Lying from You» — 3:19
7. «Hands Held High» — 1:26
8. «Leave Out All the Rest» — 3:23
9. «Numb» — 3:46
10. «The Little Things Give You Away» — 7:19
11. «Breaking the Habit» — 4:24
12. «Shadow of the Day» — 4:17
13. «Crawling» — 4:57
14. «In the End» — 3:50
15. «Pushing Me Away» — 3:18
16. «What I've Done» — 5:01
17. «Numb/Encore» — 3:01
18. «Jigga What/Faint» — 5:10
19. «Bleed It Out» — 8:15
20. «Somewhere I Belong (бонусный)» — 3:40
21. «Papercut (бонусный)» — 3:50
22. «Points of Authority (бонусный)» — 5:03

## Участники записи
- Честер Беннингтон — вокал, ритм-гитара в «Shadow of the Day»
- Майк Шинода — вокал, клавишные, реп, ритм-гитара
- Брэд Делсон — соло-гитара
- Роб Бурдон — барабаны
- Джо Хан — DJ, семплирование
- Дэйв Фаррелл (Phoenix) — бас-гитара, гитара в «Leave Out All the Rest», бэк-вокал
- Jay-Z — реп (в «Numb/Encore» и «Jigga What/Faint»)